# コスモ ポップス ベスト10
コスモ ポップス ベスト10（COSMO POPS BEST 10）は、TOKYO FMをキーステーションにJFN38局で毎週土曜日午後に生放送していたランキング形式の音楽番組。エコパラダイスFMでも時差ネットで放送していた。
1974年3月2日に放送開始し、2010年3月27日まで36年もの長きにわたり、毎週土曜日の午後2時枠（「カウントダウンステーション」2部）で放送されていたが、2010年4月3日より午後3時枠に移動し、放送時間も30分に縮小となった。
ここでは、本番組の前身となった『FM・POPベスト10』～『歌謡＆ポップスベスト10』についても述べる。

## 番組の概要
洋楽のベスト10を発表する番組で、全国ネットの洋楽チャート番組では文化放送の全国ポピュラーベストテン（2006年4月2日終了）とともに長い歴史を持つ番組であり、民放FM局では最長を誇った。
2017年1月14日までは毎週、港区赤坂の東京ミッドタウンにあるMidtown Studioから公開生放送していた。

### 放送時間（『ポップス ベスト10』独立後）
- 1974年3月2日 - 2010年3月27日：土曜日 14:00 - 14:55
- 2010年4月3日 - 2017年3月25日：土曜日 15:00 - 15:30
- エコパラダイスFMでの放送時間（-2010年3月） 木曜日 20:00 - 20:55頃（5日遅れ）（2012年現在は不明）

## 番組前史
番組の前身は1970年開局当時の平日ワイド『ヤング・ハウス80』に内包される形で放送された『FM・POPベスト10』（パーソナリティは田中穂蓄）。
1971年3月より放送時間を毎週日曜日の15時からに移し、60分の独立番組となる。
同年11月より放送時間を土曜の13時からに移し、番組名も『ポップス・ベスト20』と改める。このとき放送時間も110分に拡大された。9年にわたってパーソナリティを務めたシリア・ポールが出演を開始したのもこの頃である（1972年2月～）。
1972年10月より、それまで平日の『歌謡バラエティ』で放送されていた歌謡ベストテンと合体し、『歌謡＆ポップスベスト10』としてリニューアル。この形での放送は1974年2月まで続いた。

## 『ポップス ベスト10』としての番組開始から終焉まで
1974年3月より歌謡ベストテンと分離する形で、ヤマギワ提供の『ヤマピット ポップス ベスト10』として放送開始。パーソナリティは引き続きシリア・ポールが担当。東京・外神田のヤマギワ東京本店ビル5階にあったサテライトスタジオより公開録音を行っていた。この時から放送時間は毎週土曜日の14時からとなり、以後36年にわたりこの時間での放送となった。
その後、同年7月いっぱいでヤマギワはスポンサーから降板、8月より三菱電機提供の『ダイヤトーン ポップス ベスト10』となる。
1992年4月4日よりコスモ石油が新たにスポンサーとなり、『COSMO ポップス ベスト10』に改称。1993年6月19日より渋谷スペイン坂スタジオからの生放送となる。引き続き光岡が登板し、その後鈴木万由香、中田美香、Filizがパーソナリティを歴任。2007年9月1日より放送の拠点を六本木のMidtown Studioに移行する。
2010年4月改編によりカウントダウンステーションが解体され、4月3日より15時台前半枠の『SOUND IN MY LIFE』と枠交換、30分短縮での放送となる。また、俳優の中野裕太が9代目パーソナリティに就任。当番組としては初の男性レギュラーパーソナリティである。さらにFMぐんまが1985年の開局以来初のネットとなり、ようやくJFNフルネットとなった。改編に伴い、番組開始から36年間続いた14時の1時間枠時代に終止符を打ち、同時に初代のシリア・ポールから続く女性パーソナリティ路線も8代目のFilizを最後に途切れた。
2011年3月12日の放送は、前日に発生した東日本大震災により、JFN全参加局が非常態勢に入ったため休止された（報道特別番組）。翌週3月19日から放送が再開されるが、地震の影響を考慮し東京ミッドタウンからの放送は中断されている。また、大震災後しばらく、コスモ石油が番組提供を見合わせ、4月30日から再開した。
2017年3月18日のエンディングで翌週（3月25日）の放送が最終回になることが発表された。これにより前身番組を含めると47年間の歴史に幕を閉じた。最終回エンディングでは、翌週（4月1日）からの後継番組が「COSMO POPS STATION」であることが発表された。

## 歴代パーソナリティ
| 期間      | 期間       | タイトル                       | パーソナリティ    |
| --------- | ---------- | ------------------------------ | ----------------- |
| 1970.10.3 | 1971.2.27  | FM・POPベスト10                | 田中穂蓄 平田良子 |
| 1971.3.6  | 1971.10.30 | FM・POPベスト10                | 可愛和美          |
| 1971.11.6 | 1972.1.29  | ポップス・ベスト20             | 可愛和美          |
| 1972.2.6  | 1972.9.30  | ポップス・ベスト20             | シリア・ポール    |
| 1972.10.7 | 1974.2.23  | ポップス ベスト10              | シリア・ポール    |
| 1974.3.2  | 1974.7.27  | ヤマピット ポップス ベスト10   | シリア・ポール    |
| 1974.8.3  | 1981.3.28  | ダイヤトーン ポップス ベスト10 | シリア・ポール    |
| 1981.4.4  | 1982.9.25  | ダイヤトーン ポップス ベスト10 | 堀川まゆみ        |
| 1982.10.2 | 1989.6.3   | ダイヤトーン ポップス ベスト10 | セーラ・ロウエル  |
| 1989.6.10 | 1992.3.28  | ダイヤトーン ポップス ベスト10 | 光岡ディオン      |
| 1992.4.4  | 1994.3.26  | COSMO ポップス ベスト10        | 光岡ディオン      |
| 1994.4.2  | 2001.3.31  | COSMO ポップス ベスト10        | 鈴木万由香        |
| 2001.4.7  | 2004.9.25  | COSMO ポップス ベスト10        | 中田美香          |
| 2004.10.2 | 2010.3.27  | COSMO ポップス ベスト10        | Filiz             |
| 2010.4.3  | 2014.3.29  | COSMO ポップス ベスト10        | 中野裕太          |
| 2014.4.5  | 2017.3.25  | COSMO ポップス ベスト10        | 太田エイミー      |

## 年間洋楽チャート第1位獲得曲
| 年度                              | 曲名                                 | 歌手名                                          |
| 歌謡&ポップス・ワイド・ベストテン | 歌謡&ポップス・ワイド・ベストテン    | 歌謡&ポップス・ワイド・ベストテン               |
| --------------------------------- | ------------------------------------ | ----------------------------------------------- |
| 1970年                            | コンドルは飛んでいく                 | サイモン&ガーファンクル                         |
| 1971年                            | マイ・スウィート・ロード             | ジョージ・ハリスン                              |
| 1972年                            | サタデー・イン・ザ・パーク           | シカゴ                                          |
| 1973年                            | イエスタデイ・ワンス・モア           | カーペンターズ                                  |
| DIATONEポップス・ベスト10         |                                      |                                                 |
| 1974年                            | ジェット                             | ポール・マッカートニー&ウイングス               |
| 1975年                            | オンリー・イエスタデイ               | カーペンターズ                                  |
| 1976年                            | マイ・リトル・タウン                 | サイモン&ガーファンクル                         |
| 1977年                            | ダンシング・クイーン                 | ABBA                                            |
| 1978年                            | イッツ・レイト                       | クイーン                                        |
| 1979年                            | アイム・セクシー                     | ロッド・スチュワート                            |
| 1980年                            | セイヴ・ミー                         | クイーン                                        |
| 1981年                            | クライング・ナウ                     | ジャーニー                                      |
| 1982年                            | エボニー・アンド・アイボリー         | ポール・マッカートニー&スティーヴィー・ワンダー |
| 1983年                            | 君は完璧さ                           | カルチャー・クラブ                              |
| 1984年                            | フットルース                         | ケニー・ロギンス                                |
| 1985年                            | ラン・トゥ・ユー                     | ブライアン・アダムス                            |
| 1986年                            | 禁じられた愛                         | ボン・ジョヴィ                                  |
| 1987年                            | アローン                             | ハート                                          |
| 1988年                            | ステイ・オン・ディーズ・ロード       | a-ha                                            |
| 1989年                            | 涙のオール・ナイト・ドライブ         | シンディ・ローパー                              |
| 1990年                            | エスカペード                         | ジャネット・ジャクソン                          |
| 1991年                            | ジャスティファイ・マイ・ラヴ         | マドンナ                                        |
| COSMO ポップス・ベスト10          |                                      |                                                 |
| 1992年                            | HOW DO YOU DO!                       | ロクセット                                      |
| 1993年                            | オールウェイズ・ラブ・ユー           | ホイットニー・ヒューストン                      |
| 1994年                            | メイク・ラヴ・トゥ・ユー             | ボーイズIIメン                                  |
| 1995年                            | セクシー・ガール                     | スノー                                          |
| 1996年                            | 愛はきらめきの中に                   | テイク・ザット                                  |
| 1997年                            | フォーリング・イン・ラヴ             | エアロスミス                                    |
| 1998年                            | マイ・ハート・ウィル・ゴー・オン     | セリーヌ・ディオン                              |
| 1999年                            | キャンド・ヒート                     | ジャミロクワイ                                  |
| 2000年                            | ミュージック                         | マドンナ                                        |
| 2001年                            | ジェイディッド                       | エアロスミス                                    |
| 2002年                            | ソーク・アップ・ザ・サン             | シェリル・クロウ                                |
| 2003年                            | オール・ザ・シングス・シー・セッド   | t.A.T.u                                         |
| 2004年                            | ジャスト・ア・リトル・ホワイル       | ジャネット・ジャクソン                          |
| 2005年                            | ハング・アップ                       | マドンナ                                        |
| 2006年                            | バッド・デイ                         | ダニエル・パウター                              |
| 2007年                            | ガールフレンド                       | アヴリル・ラヴィーン                            |
| 2008年                            | 美しき生命                           | コールドプレイ                                  |
| 2009年                            | カム・バック・トゥ・ミー             | Utada                                           |
| 2010年                            | ミザリー                             | マルーン5                                       |
| 2011年                            | ジ・エッジ・オブ・グローリー         | レディー・ガガ                                  |
| 2012年                            | ワッツ・メイク・ユー・ビューティフル | ワン・ダイレクション                            |
| 2013年                            | ゲット・ラッキー                     | ダフト・パンク                                  |
| 2014年                            | レット・イット・ゴー                 | イディナ・メンゼル                              |
| 2015年                            | アイ・リアリー・ライク・ユー         | カーリー・レイ・ジェプセン                      |
| 2016年                            | 24カラット・マジック                 | ブルーノ・マーズ                                |

## ネット局
JFN全国38局ネット（放送局表記は番組終了時点）。
| 放送地域 | 放送局                  | 備考                   |
| -------- | ----------------------- | ---------------------- |
| 東京都   | TOKYO FM                | ※制作局                |
| 北海道   | AIR-G'                  |                        |
| 青森県   | AFB                     |                        |
| 岩手県   | FM IWATE                |                        |
| 宮城県   | Date fm                 |                        |
| 秋田県   | AFM                     |                        |
| 山形県   | Rhythm station          |                        |
| 福島県   | ふくしまFM              |                        |
| 栃木県   | RADIO BERRY             |                        |
| 群馬県   | FMぐんま                | 2010年4月3日ネット開始 |
| 新潟県   | FM-NIIGATA              |                        |
| 富山県   | FMとやま                |                        |
| 石川県   | HELLO FIVE              |                        |
| 福井県   | FM福井                  |                        |
| 長野県   | FM長野                  |                        |
| 岐阜県   | FM GIFU                 |                        |
| 静岡県   | K-mix                   |                        |
| 愛知県   | @FM                     |                        |
| 三重県   | レディオキューブ FM三重 | 2009年2月7日ネット開始 |

| 放送地域       | 放送局         | 備考                    |
| -------------- | -------------- | ----------------------- |
| 滋賀県         | e-radio        |                         |
| 大阪府         | FM OSAKA       |                         |
| 兵庫県         | Kiss FM KOBE   | 2003年4月5日ネット開始  |
| 鳥取県・島根県 | V-air          |                         |
| 岡山県         | FM岡山         |                         |
| 広島県         | HFM            |                         |
| 山口県         | FMY            |                         |
| 香川県         | FM香川         |                         |
| 徳島県         | FM徳島         |                         |
| 愛媛県         | JOEU-FM        |                         |
| 高知県         | Hi-Six         |                         |
| 福岡県         | FM FUKUOKA     |                         |
| 佐賀県         | FMS            |                         |
| 長崎県         | FM Nagasaki    |                         |
| 熊本県         | FMK            |                         |
| 大分県         | Air-Radio FM88 | 1991年10月5日ネット開始 |
| 宮崎県         | JOY FM         |                         |
| 鹿児島県       | μFM            |                         |
| 沖縄県         | FM沖縄         | 1984年9月1日ネット開始  |

TOKYO FM、@FM、FM OSAKA、FM FUKUOKAは1974年の番組開始時からネット。FM沖縄、Air-Radio FM88、Kiss FMはJFN加盟時、radio CUBE FM三重は2009年2月、FMぐんまは2010年4月よりネット開始。その他の局は開局時からネット。